# Битва при Фитьяре
Битва при Фитьяре (норв. Slaget ved Fitjar på Stord) произошла в 961 году при Фитьяре в Стуре в графстве Хордаланн, Норвегия.

## Битва и её последствия
Битва при Фитьяре была последней битвой в войне между сыновьями Эйрика Кровавая Секира и их дядей, королём Хаконом Добрым, за власть над Норвегией. Битва также стала частью соперничества между Норвегией и Данией за контроль над районом Осло-фьорда.
Гамле Эйрикссон, Сигурд Слева и Харальд II Серая Шкура, трое сыновей Эйрика Кровавая Секира (Эйрикссоннене), незамеченными высадились на Хордаланне в 961 году и застали короля врасплох в Фитьяре. Несмотря на то, что армия Хакона смогла решающе разбить войско его племянников, сам Хакон в этой битве был смертельно ранен и скончался. По словам Снорри Стурлусона, король хотел, чтобы норвежцы приняли сыновей Эйрика Кровавая Секира в качестве преемников его на посту короля и таким образом положили конец войне.
После смерти Хакона Харальд Серая Шкура и его братья стали королями Норвегии, но у них было мало власти за пределами западной Норвегии. Третий сын Эрика Кровавого Топора, Харальд был самым могущественным из братьев по праву старшего сына. Вопрос о престолонаследии был окончательно решён после того, как Харальд взошёл на престол как Харальд II. Однако норвежцы были жестоко измучены годами войны. После убийства Харальда II Харальд I Синезубый стал фактически королём Норвегии.